# .gl
.gl és el domini de primer nivell territorial (ccTLD) de Groenlàndia. El domini es pot utilitzar a tot el món, i els registres els gestionen registradors de noms de domini acreditats per ICANN.
De vegades s'ha promocionat el nom de domini com a símbol de "bona sort" ("good luck", en anglès), "graphics library", Galícia o el gallec, o Gloucestershire.
El desembre de 2009, Google va anunciar un servei de reducció d'URLs que utilitzava el domini goo.gl.
L'abril de 2013, fet que provocà molèsties temporals a alguns usuaris d'Internet, el registre va suspendre de manera unilateral i voluntària la resolució de thepiratebay.gl Arxivat 2013-04-10 a Wayback Machine., que havia de ser el nou nom de domini primari per al famós motor de cerca de bittorrent The Pirate Bay.